# Le Cortège de la mort
This Body of Death

Localisation du Hampshire.

Le Cortège de la mort  (titre original : This Body of Death) est un roman policier d'Elizabeth George paru en 2010 puis publié en français aux Presses de la Cité la même année.
Le roman évoque deux faits criminels distincts. Le premier a eu lieu peut-être vingt ans auparavant. Trois adolescents ont enlevé puis tué un jeune enfant dans des circonstances épouvantables ; les meurtriers ont été condamnés à des peines légères compte tenu de leur jeune âge et de leurs conditions familiales carencées (Elizabeth George indique dans sa postface qu'elle s'est en partie inspirée de l'affaire James Bulger). Le second crime concerne une jeune femme qui, dans le comté du Hampshire, a quitté son compagnon et est venue vivre à Londres. Sept mois après son arrivée dans la capitale, son cadavre est retrouvé dans un cimetière. Au fil du roman, il est suggéré au lecteur que la seconde affaire criminelle pourrait avoir un lien avec la première affaire.
Le roman donne une place importante à la commissaire de police chargée de l’enquête, Isabelle Ardery, stressée par les responsabilités qui lui sont confiées et par une situation conjugale chaotique. Pour sa part, Thomas Lynley tente de retrouver une vie professionnelle normale après la mort tragique de sa femme Helen Clyde survenue l'année précédente.

## Personnages

### Les victimes
- Jemima Hastings : ancienne compagne de Gordon Jossie.
- John Dresser : enfant de deux ans et demi.

### Les policiers
- Thomas Lynley : inspecteur de police à Scotland Yard, en arrêt-maladie.
- Barbara Havers : sergent à Scotland Yard.
- Isabelle Ardery : commissaire de police (à titre provisoire) à Scotland Yard.
- Winston Nkata : sergent à Scotland Yard.
- Philip Hale : sergent à Scotland Yard.
- Hillier : adjoint du préfet de police, supérieur de Lynley et de Ardery.
- Zachary Whiting : commissaire de police dans le Hampshire .

### Adolescents impliqués dans l'«affaire John Dresser»
- Ian Barker.
- Reggie Arnold.
- Michael Spargo.

### Personnages importants dans le Hampshire
- Gordon Jossie : artisan, ex-petit ami dans le Hampshire de Jemima Hastings.
- Gina Dickens : jeune femme, nouvelle compagne de Gordon Jossie.
- Meredith Powell : meilleure amie de Jemima Hastings.
- Cammie Powell : sa fille de cinq ans.
- Robert (« Robbie ») Hastings : frère de Jemima Hastings.
- Cliff Coward : employé de Gordon Jossie.
- Ringo Heath : artisan-chaumier, ancien employeur de Gordon Jossie.

### Personnages importants à Londres
- Bella McHaggis : tenancière d'une pension de famille à Londres.
- Frazer Chaplin : pensionnaire de la pension McHaggis, barman, potentiel ex-petit ami de Jemima.
- Paolo di Fazio : pensionnaire de la pension McHaggis, sculpteur, potentiel ex-petit ami de Jemima.
- Abbott Langer : moniteur de patinage, potentiel ex-petit ami de Jemima.
- Sharon Price, alias « Yolanda la Spirite » : femme médium.
- Marlon Kay : adolescent.
- Yukio Matsumoto : violoniste ; atteint d'une pathologie mentale.

### Autres personnages
- Hiro Matsumoto : grand frère de Yukio Matsumoto.
- Miyoshi Matsumoto : grande sœur de Yukio Matsumoto.
- Zaynab Bourne : avocate de la famille Matsumoto.
- Michele Daugherty : détective privée dans le Hampshire.
- Deborah et Simon Saint James : amis de Thomas Lynley.
- Sidney Saint James : sœur de Simon Saint James.
- Matthew (« Matt ») Jones : petit ami de Sidney.
- Jayson Druther : jeune buraliste, vendeur de cigares.
- David Emery : jardinier d'un cimetière.
- Charlie Denton : majordome de Thomas Lynley.
- Hadiyyah et Taymullah Azhar : voisins et meilleurs amis de Barbara Havers.

## Résumé
Le récit est présenté en 35 chapitres numérotés, alternant avec des chapitres non numérotés.

### Chapitres non numérotés
Il s'agit d'extraits d'un discours prononcé par un médecin lors d'une conférence.
Le conférencier indique dans quelles conditions trois adolescents (Ian, Reggie et Michael), issus de familles socialement carencées, ont été amenés à enlever un enfant de deux ans et demi, John Dresser, et, après des pérégrinations dans Londres, l'ont tué dans des circonstances atroces dans un immeuble en construction.
Les jeunes gens ont été auditionnés et ont été, après un procès, condamnés à des peines de principe. Leurs identités ont été changées.
L'époque à laquelle eut lieu cet événement n'est pas indiquée. Au fil du roman, le lecteur comprend que l'un de ces adolescents est impliqué avec l'enquête policière principale.

### Chapitres évoquant l'enquête policière contemporaine
Sept mois avant que ne débute le récit, Jemima  Hastings, qui vivait à proximité de Lyndhurst, dans le comté du Hampshire, au cœur du parc national New Forest, a quitté son compagnon Gordon Jossie, un artisan-chaumier. Elle s'est rendue à Londres. Après plusieurs mois d'absence de sa compagne, Gordon a rencontré par hasard une autre jeune femme, Gina Dickens, et tous deux se sont mis en ménage.
Quand l’histoire commence, le couple est ensemble depuis presque deux mois. Meredith Powell, la meilleure amie de Jemima, se pose des questions sur l’absence d'informations données par Jemima. Ceci est d'autant plus étonnant que la jeune femme a laissé ses vêtements et son automobile au domicile de Gordon Jossie. Meredith évoque la disparition étrange de Jemima à Robbie, le frère de cette dernière. Pendant ce temps, un cadavre (on apprendra plus tard qu’il s'agit de Jemima) est retrouvé dans le cimetière londonien d’Abney Park. La victime a été égorgée, n'a pas été violée et ne s'est pas débattue.
Isabelle Ardery, ambitieuse commissaire par intérim, doit résoudre cette affaire, qui pour elle revêt une « mise à l'épreuve » par ses supérieurs. Mais les tensions ne tardent pas à menacer la cohésion de son équipe ; entre autres, ses relations avec Barbara Havers sont exécrables. Isabelle n'a d'autre solution que d'aller solliciter l'aide de Thomas Lynley, en arrêt-maladie depuis l'assassinat de sa femme Helen dans des conditions tragiques. Thomas Lynley accepte de venir travailler sur cette affaire.
La commissaire Ardery fait enquêter l'équipe sur la jeune femme, dont on ignore l’identité. On découvre qu'elle habitait dans une pension de famille dans un faubourg de Londres et que depuis son arrivée à Londres, elle a pu avoir des amants. Plusieurs hommes suspectés d'avoir été ses amants font l'objet d'une enquête : Paolo di Fazio, Frazer Chaplin et Abbott Langer. La tenancière de la pension de famille, Mme McHaggis, est aussi auditionnée.
Une avancée est faite : les policiers apprennent l'identité de la victime et ses origines, à savoir un village dans la New Forest, dans le Hampshire. Ardery envoie Barbara Havers et Winston Nkata enquêter là-bas. Les deux policiers contactent Zachary Whiting, le commissaire de police local, qui semble leur cacher des informations, et auditionnent Gordon Jossie, l’ancien compagnon de Jemima. L'homme avait tenté de retrouver Jemima en placardant dans des cabines téléphoniques des flyers invitant les gens à le contacter s'ils apercevaient Jemima. Dans la mesure où le meurtre pourrait être le résultat d'une dispute conjugale, Gordon Jossie rejoint la liste des suspects. Néanmoins, concernant le jour du meurtre, il a un alibi : il se trouvait ce jour-là aux Pays-Bas, ce qui est confirmé par son employé Cliff. Après le départ des deux policiers, Gina, sa compagne, constate que Gordon est très mal à l'aise. En réalité, l'alibi donné est faux car Gordon a ordonné à Cliff de mentir ; d'autre part Gina avait retrouvé dans un sachet poubelle deux billets de train aller-retour pour Londres et une facture d'un hôtel londonien. Elle sait donc que son compagnon s'est rendu secrètement à Londres le jour du meurtre. Serait-ce lui l'assassin ?
Pendant ce temps les investigations à Londres permettent de découvrir qu'un adolescent, Marlon Kay, se trouvait dans le cimetière lors de l’assassinat. Il avait été témoin d'une rencontre entre Jemima et un homme inconnu, puis d'une seconde rencontre un peu plus tard. Ne voyant pas reparaître la femme et l'homme, Marlon s'était dirigé vers l’endroit où ils étaient censés se trouver : l'homme avait disparu et Jemima, la carotide tranchée, baignait dans une mare de sang. Compte tenu de son âge et de ses dispositions psychologiques, Marlon est écarté de la liste des suspects, mais le mystère s'épaissit : pourquoi Jemima avait-elle rencontré successivement deux hommes dans un cimetière ?
L'enquête progresse encore quand Mme McHaggis, la tenancière de la pension de famille, découvre le sac à main de Jemima dans une benne de vêtements à recycler. Mme McHaggis fait porter ses soupçons sur l'un des pensionnaires et les indique à la police. Si le sac à main ne révèle aucun indice sérieux, en revanche la fouille de la benne de vêtements permet de découvrir une chemise jaune ensanglantée. Cette chemise porte le sang de Jemima. La question est de découvrir à qui appartient cette chemise.
Une seconde avancée est faite lorsqu'un Britannique d'ascendance japonaise, Hiro Matsumoto, contacte les policiers pour leur expliquer qu'il pense que son jeune frère, SDF et violoniste des rues, Yukio Matsumoto, pourrait être impliqué dans l'affaire. Le jeune homme est schizophrène et devrait être auditionné avec doigté, déclare-t-il. Il ferait la manche près de Covent Garden. Isabelle Ardery ordonne le ratissage de la zone et Yukio est rapidement retrouvé. Ardery ordonne une surveillance discrète. Le jeune homme faisant mine de quitter son emplacement, elle ordonne par téléphone de le suivre. Yukio découvre la filature dont il est l'objet et s'enfuit. Isabelle ordonne qu'on l'interpelle. Yukio, en tentant de fuir les policiers, se fait percuter par une voiture. Il est transporté dans le coma à l'hôpital le plus proche.
Isabelle Ardery est sur la sellette. Hillier, l'adjoint du préfet de police, la somme de s'expliquer. Elle s'en tire provisoirement en expliquant que Yukio est probablement le meurtrier de Jemima et que ses ordres visaient à appréhender un dangereux tueur, d'autant plus dangereux qu'il était malade mental. Peu après, la presse tabloïd s'en donne à cœur joie contre la police, l'accusant de bavure et d'incompétence. Hillier donne deux jours à Isabelle Ardery pour faire la lumière sur le meurtre, faute de quoi elle pourra dire adieu au poste de commissaire et sera le bouc-émissaire de l’affaire.
Isabelle est d'autant plus vulnérable professionnellement qu’elle vit, sur le plan personnel, une situation grave. Son époux l'a quittée et a emmené avec lui leurs deux enfants. Pour faire face à cette situation, elle boit régulièrement des mignonnettes d'alcool qu'elle cache dans son sac à main. La consommation excessive d'alcool la stresse. Thomas Lynley s'est rendu compte de l'alcoolisme de sa supérieure et lui en a fait la remarque.
Pendant ce temps, Barbara Havers a été étonnée de leur réception par Zachary Whiting, le commissaire du Hampshire. Elle a procédé à une enquête sur son compte et doit avoir des éléments de réponse très prochainement. De plus, en consultant les photos de Jemima, Barbara Havers suppose que les coups donnés à la victime n'ont pas été donnés par un couteau, comme on le croyait alors, mais par un outil de chaumier. Elle a en effet vu récemment des lames pointues lors de son enquête dans le Hampshire. Sans solliciter l'accord d'Isabelle Ardery, elle décide de se rendre seule à nouveau dans le Hampshire pour procéder à un examen des outils de travail de Gordon Jossier, de son employé, mais aussi de Robbie, le frère de la victime. Elle compte aussi en apprendre plus sur le commissaire Whiting.
Au même moment, l'inspecteur Thomas Lynley fait une autre constatation. Une vieille pièce de monnaie trouvée dans les affaires de Jemima laisse à penser que la jeune femme avait peut-être découvert un lot de vieilles pièces de monnaie. Sa mort serait-elle en relation avec la découverte d'un trésor ? 
Par ailleurs, dans le Hampshire, Meredith Powell et Gina Dickens s'allient. Gina est allée trouver Meredith pour lui faire part de ses doutes concernant Gordon et la possibilité qu'il soit l’assassin de son ex-compagne. Les deux femmes se rendent au commissariat de police. Elles exposent leurs soupçons au commissaire.

### Avancées dans l'enquête
Cette journée-là est cruciale car divers retournements de situation ont lieu.
Tout d'abord, Barbara Havers apprend que Gordon Jossie est protégé en « haut lieu » et que la personne chargée de veiller à sa protection n'est autre que Zachary Whiting.
Ensuite, Meredith Powell, qui avait demandé à une détective privée d'enquêter sur le passé de Gina Dickens, apprend par la détective privée que « Gina Dickens » n'existe pas et qu’il s'agit d'une identité fabriquée de toutes pièces. En allant fouiller une chambre louée par Gina dans un petit village, Meredith est surprise par quelqu'un qu'elle n'attendait pas de voir là.
En troisième lieu, Robbie Hastings (le frère de Jemima) se fait voler son revolver lui permettant d'abattre les poneys malades ou blessés.
Il apparaît aussi que Zachary Whiting connaît bien Gordon Jossie et qu’il a « barre sur lui ».
Enfin, l'inspecteur Thomas Lynley, qui a eu une relation sexuelle avec Isabelle Ardery (ce qui n'est pas fait pour arranger les choses), a un sérieux suspect à Londres. Il s'agit de l'un des trois hommes suspectés d'avoir été l'amant de Jemima. Lynley parvient à anéantir son alibi.
Tout ces éléments vont se trouver en conjonction pour faire éclater une vérité surprenante…

### Dénouement, résolution de l'énigme et révélations finales
Thomas Lynley soupçonne le barman Frazer Chaplin d'être l'assassin de Jemima. Il aurait été son amant et elle lui aurait révélé deux informations capitales : la première, c'est que Gordon Jossie était Ian Barker, l'un des trois agresseurs vingt ans auparavant de John Dresser. La seconde, c'est que Jemima et Gordon avaient, par le plus grand des hasards, découvert un trésor datant de l'époque romaine et constitué notamment de pièces d'or. Jemima avait proposé d'alerter les autorités et de récolter les fruits du trésor. Gordon avait refusé et avait révélé à Jemima ce qu'il avait fait 20 ans avant. Il craignait que la presse ne découvre sa vraie identité.
Découvrant ce que son compagnon avait jadis fait et voulant profiter du trésor enfoui, Jemima avait quitté Gordon et s'était rendue à Londres, où elle avait rencontré Frazer Chaplin. Elle en était tombé amoureuse et lui avait tout révélé. Or Frazer Chaplin n'était pas tombé amoureux de Jemima, d'autant plus qu'il vivait une relation amoureuse avec « Gina Dickens », dont le vrai nom était autre. Le couple s'était entendu pour tuer Jemima, récupérer le trésor et faire porter la responsabilité du crime sur Gordon Jossie. Ils avaient décidé que « Gina Dickens » séduirait Gordon afin de se mettre en ménage avec lui. Le plan avait été exécuté, puis Frazer Chaplin avait donné rendez-vous à Jemima au cimetière. Il ignorait, d'une part que Jemima accepterait d'y rencontrer aussi Gordon Jossie, et d'autre part qu'il y aurait deux témoins, Marlon Kay et Yukio Matsumoto. Après le meurtre, il avait lancé le sac à main de Jemima et sa chemise ensanglantée dans la benne à vêtements, comptant bien récupérer ultérieurement le sac à main pour le cacher au domicile de Gordon Jossie afin de le faire accuser.
Le dénouement est le suivant. C'est Frazer Chaplin que Meredith Powell rencontre dans la chambre louée de Gina. L'homme la menace de le tuer si elle ne le suit pas. Il la force à se rendre au domicile de Gordon Jossie. Mais il ignore qu'il a été aperçu par Barbara Havers qui les a pris en filature. Barbara les suit jusqu'au domicile de Gordon. Or ce dernier, et tout le monde l'ignore, vient d'être mis en demeure par le commissaire Zachary Whiting de quitter les lieux dans le quart d'heure. Ainsi, au domicile de Gordon, se trouvent : Gina, qui entreprend des fouilles à l'endroit où se trouve le trésor ; Frazer Chaplin et Meredith Powell ; Gordon Jossie et Zachary Whiting ; enfin Barbara Havers. Tandis que Gordon est au premier étage de la maison d'habitation pour faire sa valise et que le commissaire l’attend au rez-de-chaussée, l'artisan aperçoit Gina et Frazer en discussion pour savoir s'il convient de tuer Meredith immédiatement. Il prend le revolver qu'il avait volé à Robbie et se dirige vers eux. Gordon tue Frazer Chaplin et se suicide d'une balle dans la tête. Quelques secondes auparavant Frazer Chaplin avait eu le temps de transpercer la gorge de Meredith, mais sans porter de coup mortel. Gina Dickens est interpellée par Barbara.
Dans les jours qui suivent, la question se pose pour Hillier de déterminer si Isabelle Ardery doit être nommée commissaire de police ou si elle est renvoyée en province. En effet, elle n'a pas su « gérer l'équipe » et a donné des ordres peu pertinents. Thomas Lynley plaide sa cause et suggère qu'Isabelle ne disposait pas de toutes les cartes en main : d'ailleurs, Hillier n'était-il pas au courant depuis le début que le commissaire Zachary Whiting protégeait Gordon Jossie ? Hillier propose alors un marché à Lynley : la période de mise à l'épreuve d'Isabelle Ardery est prolongée, à condition que Lynley revienne travailler à Scotland Yard pour épauler Isabelle Ardery dans ses fonctions. Thomas Lynley accepte le marché.
Le roman se termine par une visite que fait Robbie Hastings, le frère de Jemima, à Meredith Powell. Doté d'un physique peu avantageux, il est l’éternel célibataire ; et pour sa part Meredith s'est faite flouer quelques années auparavant par un homme qui l'a faite tomber enceinte avant de la quitter. La discussion qu'ont ces deux timides laisse à penser qu'une idylle pourrait bientôt naître entre eux.